# Hermannia dentata
Hermannia dentata är en kvalsterart som beskrevs av Trägårdh 1931. Hermannia dentata ingår i släktet Hermannia och familjen Hermanniidae. Inga underarter finns listade i Catalogue of Life.